# Liste der offiziellen D&D-Computerspiele
Dies ist eine Liste aller Computerspiele, die auf dem Dungeons-&-Dragons-Regelwerk basieren oder deren Handlung in einer der offiziellen Spielewelten stattfinden.

## Lizenzgeschichte
Die ersten bekannten Computerspielumsetzungen des D&D-Regelwerks (dnd, Dungeon) entstanden auf Großrechnern im universitären Umfeld. Diese waren jedoch nicht offiziell von Hersteller Tactical Studies Rules (TSR) lizenziert. 1980–82 veröffentlichte der US-amerikanische Spielwarenkonzern Mattel ein elektronisches Brettspiel, ein LCD-Spiel und schließlich zwei Konsolenspiele für die hauseigene Intellivision-Spielkonsole. Diese erhielten gute Kritiken, waren jedoch nur rudimentäre Regelwerksumsetzungen oder Brandnutzungen, die eine distinktive Verwendung der Lizenz vermissen ließen.
1987 schloss der US-amerikanische Spieleentwickler und -publisher Strategic Simulations (SSI) ein exklusives Lizenzabkommen mit TSR, das bis 1995 anhielt. In diesem Zeitraum veröffentlichte SSI 35 Titel in verschiedenen Genres, auf unterschiedlichen Plattformen und zu diversen Kampagnenwelten. SSIs erste Eigenentwicklung Pool of Radiance erwies sich als großer Erfolg und entwickelte sich zu einem einflussreichen Genreklassiker. Pool of Radiance legte den technischen Grundstein für die sogenannte Gold-Box-Serie und die von Stormfront Studios im Auftrag entwickelte Savage-Frontier-Reihe. Aus dieser Reihe ging 1991 auch das als Gemeinschaftsprojekt von Stormfront, SSI und AOL entwickelte Neverwinter Nights hervor, das als erstes grafisches Massively Multiplayer Online Role-Playing Game (MMORPG) gilt und erfolgreich bis 1997 lief. Nach den Erfolgen der Anfangstage nahmen jedoch die Qualität und der Umsatz der von SSI entwickelten AD&D-Spiele seit Anfang der 1990er zunehmend ab. 1994 wurde der zuvor unabhängige Entwickler von Mindscape übernommen, der Fokus verschob sich mehr und mehr auf die erfolgreichen Eigenproduktionen im Bereich der militärischen Simulationen und Strategiespiele. Aber auch TSR geriet in gravierende finanzielle Probleme, mit mehr als 20 Millionen US-Dollar Schulden. 1994 wurde das Exklusivabkommen daher nicht mehr verlängert und lief 1995 aus.
TSR ging dazu über, seine Kampagnenwelten einzeln zu lizenzieren. Sierra Entertainment erwarb die Birthright-Lizenz, Acclaim Entertainment sicherte sich Ravenloft und Interplay Entertainment erhielt den Zuschlag für die Vergessenen Reiche und Planescape. Auch die ersten Veröffentlichungen unter dem neuen Modell blieben hinter den Erwartungen zurück, sodass sowohl Acclaim als auch Sierra bereits nach der ersten Veröffentlichung (Iron & Blood: Warriors of Ravenloft, Birthright: Die Dunkle Allianz) keine weiteren AD&D-Spiele mehr veröffentlichten. Erfolge feiern konnte letztlich nur Interplay, der nach zwei wenig erfolgreichen AD&D-Erstlingswerken (Blood & Magic, Descent to Undermountain) das junge kanadische Entwicklerstudio BioWare und seine eigene, neugegründete Rollenspielabteilung der Black Isle Studios mit der Verwertung der Lizenzen beauftragt hatte. BioWare entwickelte Baldur’s Gate, das zusammen mit dem Action-Rollenspiel Diablo als maßgeblich für die Wiederbelebung des seinerzeit totgeglaubten Rollenspiel-Genres bezeichnet wurde. Die für das Spiel entwickelte Engine wurde zur Grundlage vierer weiterer Titel nebst mehreren Erweiterungen, darunter das von Black Isle entwickelte Planescape: Torment, das hohes Kritikerlob für sein Story Design erhielt und ebenfalls zu einem häufig rezipierten Genreklassiker avancierte.
1997 musste TSR aufgrund der anhaltenden Finanzprobleme einem Kaufangebot des Konkurrenten Wizards of the Coast zustimmen und wurde vollständig übernommen. Wizards of the Coast seinerseits wurde 1999 von Hasbro übernommen. Unter dem neuen Eigner wurde die Praxis der getrennt vergebenen Lizenzen wieder aufgegeben. 2001 veräußerte Hasbro seine Computerspielabteilung an den französischen Publisher Infogrames (später Atari SA). Zu dem Deal gehörte auch eine für 15 Jahre, mit Option auf weitere fünf Jahre vergebene D&D-Lizenz. Nachdem Interplay seine Lizenz sukzessive verloren hatte, verblieb Atari als einziger Lizenznehmer. Unter Ataris Flagge erschien 2002 das ebenfalls von BioWare entwickelte Neverwinter Nights, das trotz der Namensgleichheit zu Stormfronts Spiel von 1991 kein MMORPG war. Neverwinter Nights von BioWare setzte neben der Kampagne stattdessen auf einen einfach zu bedienenden Editor für die Entwicklung eigener Abenteuermodule und eine Spielleiter-Funktion, mit der die Spielsituation des Pen-&-Paper-Rollenspiels simuliert werden konnte. Das Spiel entfachte zahlreiche Modding-Aktivitäten. Am 15. August 2011 verlor Atari die D&D-Lizenz wieder, die damit wieder an Rechteinhaber Hasbro beziehungsweise dessen Tochterunternehmen Wizards of the Coast zurückfiel.
Nach Rückfall der Rechte an den Hersteller kamen mit Ausnahmen des noch von Atari angestoßenen MMORPGs Neverwinter zunächst lediglich kleinere Produktionen auf den Markt. Der von ehemaligen BioWare-Mitarbeitern gegründete kanadische Onlinedistributor Beamdog brachte unter seinem Entwicklerlabel Overhaul Games überarbeitete und erweiterte Neuauflagen von Baldur’s Gate, Baldur’s Gate II, Icewind Dale, Planescape: Torment und Neverwinter Nights, die sogenannten Enhanced Editions, auf den Markt. Mit der Download-Erweiterung Siege of Dragonspear (2016) für die Baldur’s Gate: Enhanced Edition veröffentlichte Beamdog außerdem erstmals seit 2002 einen neuen Titel auf Basis der überarbeiteten Infinity-Engine. Hasbro schloss weiterhin Lizenzabkommen mit den Entwicklerstudios DeNA/Mobage, Playdek und BKOM über die Entwicklung von D&D-Spielen für Mobilgeräte, darunter Softwareumsetzungen von Brettspielen. 2015 veröffentlichte n-Space in Zusammenarbeit mit Digital Extremes Sword Coast Legends für den PC, das sowohl mit einer Kampagne als auch leicht zu erstellenden Mehrspieler-Partien warb. Kurz vor Veröffentlichung des ersten DLCs Rage of Demons und der Konsolenfassung musste n-Space jedoch die Pforten schließen und die Fertigstellung an Digital Extremes abgeben.

## Gesamtliste
| Titel                                                           | Serie               | Spielwelt          | Plattform                                    | Entwickler                       | Veröffentlichung                 | Engine                             |
| --------------------------------------------------------------- | ------------------- | ------------------ | -------------------------------------------- | -------------------------------- | -------------------------------- | ---------------------------------- |
| Dungeons & Dragons Computer Labyrinth Game                      |                     |                    | elektronisches Brettspiel                    | Mattel                           | 1980                             |                                    |
| Dungeons & Dragons Computer Fantasy Game                        |                     |                    | LCD-Spiel                                    | Mattel                           | 1981                             |                                    |
| Advanced Dungeons & Dragons: Cloudy Mountain                    |                     |                    | Intellivision                                | Mattel                           | 1982                             |                                    |
| Advanced Dungeons & Dragons: Treasure of Tarmin                 |                     |                    | Intellivision                                | Mattel                           | 1982                             |                                    |
| Pool of Radiance                                                | Pool of Radiance    | Vergessene Reiche  | Heimcomputer, NES                            | SSI                              | 1988                             | Gold Box                           |
| Heroes of the Lance                                             | Silver Box          | Drachenlanze       | Heimcomputer, NES, Master System             | U.S. Gold                        | 1988                             |                                    |
| Curse of the Azure Bonds                                        | Pool of Radiance    | Vergessene Reiche  | Heimcomputer                                 | SSI                              | 1989                             | Gold Box                           |
| Dragons of Flame                                                | Silver Box          | Drachenlanze       | Heimcomputer, NES                            | U.S. Gold                        | 1989                             |                                    |
| Hillsfar                                                        |                     | Vergessene Reiche  | Heimcomputer, NES                            | Westwood Studios                 | 1989                             |                                    |
| War of the Lance                                                |                     | Drachenlanze       | Heimcomputer                                 | SSI                              | 1989                             |                                    |
| Buck Rogers: Countdown to Doomsday                              | Buck Rogers         | Buck Rogers        | MS-DOS, Heimcomputer, Mega Drive             | SSI                              | 1990                             | Gold Box                           |
| Secret of the Silver Blades                                     | Pool of Radiance    | Vergessene Reiche  | Heimcomputer                                 | SSI                              | 1990                             | Gold Box                           |
| Dragonstrike                                                    |                     | Drachenlanze       | Heimcomputer, NES                            | Westwood Studios                 | 1990                             |                                    |
| Champions of Krynn                                              | Gold Box            | Drachenlanze       | Heimcomputer                                 | SSI                              | 1990                             | Gold Box                           |
| Eye of the Beholder                                             | Eye of the Beholder | Vergessene Reiche  | Heimcomputer, Sega CD, SNES, GBA             | Westwood Studios                 | 1991                             | Eye-of-the-Beholder-Engine         |
| Eye of the Beholder II: The Legend of Darkmoon                  | Eye of the Beholder | Vergessene Reiche  | Heimcomputer                                 | Westwood Studios                 | 1991                             | Eye-of-the-Beholder-Engine         |
| Shadow Sorcerer                                                 |                     | Drachenlanze       | Heimcomputer                                 | U.S. Gold                        | 1991                             |                                    |
| Pools of Darkness                                               | Pool of Radiance    | Vergessene Reiche  | Heimcomputer                                 | SSI                              | 1991                             | Gold Box                           |
| Death Knights of Krynn                                          | Gold Box            | Drachenlanze       | Heimcomputer                                 | SSI                              | 1991                             | Gold Box                           |
| Neverwinter Nights (AOL)                                        | Savage Frontier     | Vergessene Reiche  | Heimcomputer                                 | AOL, Stormfront Studios, SSI     | 1991                             | Gold Box                           |
| Gateway to the Savage Frontier                                  | Savage Frontier     | Vergessene Reiche  | Heimcomputer                                 | Stormfront Studios               | 1991                             |                                    |
| Buck Rogers: Matrix Cubed                                       | Buck Rogers         | Buck Rogers        | MS-DOS                                       | SSI                              | 1992                             | Gold Box                           |
| Order of the Griffon                                            |                     | Mystara            | PC Engine                                    | Westwood Studios                 | 1992                             |                                    |
| Warriors of the Eternal Sun                                     |                     | Mystara (Hohlwelt) | Mega Drive                                   | Westwood Studios                 | 1992                             |                                    |
| The Dark Queen of Krynn                                         | Gold Box            | Drachenlanze       | Heimcomputer                                 | SSI                              | 1992                             | Gold Box                           |
| Treasures of the Savage Frontier                                | Savage Frontier     | Vergessene Reiche  | MS-DOS, Heimcomputer                         | Stormfront Studios               | 1992                             |                                    |
| Spelljammer: Pirates of Realmspace                              |                     | Spelljammer        | MS-DOS                                       | Cybertech Systems                | 1992                             |                                    |
| Eye of the Beholder III: Assault on Myth Drannor                | Eye of the Beholder | Vergessene Reiche  | MS-DOS, Heimcomputer, Mega CD, SNES          | SSI                              | 1993                             | Eye-of-the-Beholder-Engine         |
| Fantasy Empires                                                 |                     | Mystara            | MS-DOS                                       | Silicon Knights                  | 1993                             |                                    |
| Unlimited Adventures                                            |                     | Vergessene Reiche  | MS-DOS, Mac                                  | MicroMagic, Inc.                 | 1993                             |                                    |
| Dark Sun: Shattered Lands                                       | Dark Sun            | Dark Sun           | MS-DOS                                       | SSI                              | Okt. 1993                        | Dark-Sun-Engine                    |
| Stronghold                                                      |                     | keine Angabe       | MS-DOS                                       | Stormfront Studios               | 4. Dez. 1993                     |                                    |
| Dungeon Hack                                                    |                     | Vergessene Reiche  | MS-DOS                                       | DreamForge Intertainment         | 1993                             | Eye-of-the-Beholder-Engine         |
| Dungeons & Dragons: Tower of Doom                               | Mystara             | Mystara            | Arcade, Sega Saturn                          | Capcom                           | 1993                             |                                    |
| Dark Sun: Wake of the Ravager                                   | Dark Sun            | Dark Sun           | MS-DOS                                       | SSI                              | 1994                             | Dark-Sun-Engine                    |
| Slayer                                                          |                     | keine Angabe       | 3DO                                          | Lion Entertainment               | 1994                             |                                    |
| Ravenloft: Der Fluch des Grafen                                 | Ravenloft           | Ravenloft          | MS-DOS                                       | DreamForge Intertainment         | 1994                             | Ravenloft-Engine                   |
| Al-Qadim: The Genie’s Curse                                     |                     | Al-Qadim           | MS-DOS                                       | Cyberlore Studios                | 1994                             |                                    |
| Menzoberranzan                                                  |                     | Vergessene Reiche  | MS-DOS, FM Towns, PC-98                      | DreamForge Intertainment         | 1994                             | Ravenloft-Engine                   |
| Ravenloft: Stone Prophet                                        | Ravenloft           | Ravenloft          | MS-DOS                                       | DreamForge Intertainment         | 1995                             | Ravenloft-Engine                   |
| Deathkeep                                                       |                     | keine Angabe       | Windows, 3DO                                 | Lion Entertainment               | Nov. 1996                        |                                    |
| Dark Sun Online: Crimson Sands                                  | Dark Sun            | Dark Sun           | Windows                                      |                                  | 1996                             | Dark-Sun-Engine                    |
| Blood & Magic                                                   |                     | Vergessene Reiche  | Windows                                      | Tachyon Studios                  | 1996                             |                                    |
| Birthright: Die Dunkle Allianz                                  |                     | Birthright         | Windows                                      | Synergistic Software             | 1996                             |                                    |
| Dungeons & Dragons: Shadow over Mystara                         | Mystara             | Mystara            | Arcade, Sega Saturn                          | Capcom                           | 1996                             |                                    |
| Iron & Blood: Warriors of Ravenloft                             |                     | Ravenloft          | Windows, PlayStation                         | Take 2 Interactive               | 1997                             |                                    |
| Descent to Undermountain                                        |                     | Vergessene Reiche  | Windows                                      | Interplay                        | 1997                             |                                    |
| Baldur’s Gate                                                   | Baldur’s Gate       | Vergessene Reiche  | Windows, Mac                                 | BioWare                          | 30. Nov. 1998                    | Infinity-Engine                    |
| Baldur’s Gate: Die Legenden der Schwertküste                    | Baldur’s Gate       | Vergessene Reiche  | Windows, Mac                                 | BioWare                          | 30. Apr. 1999                    | Infinity-Engine                    |
| Planescape: Torment                                             |                     | Planescape         | Windows                                      | Black Isle Studios               | 12. Dez. 1999                    | Infinity-Engine                    |
| Icewind Dale                                                    | Icewind Dale        | Vergessene Reiche  | Windows, Mac                                 | Black Isle Studios               | 20. Juni 2000                    | Infinity-Engine                    |
| Baldur’s Gate II: Schatten von Amn                              | Baldur's Gate       | Vergessene Reiche  | Windows, Mac                                 | BioWare                          | 24. Sep. 2000                    | Infinity-Engine                    |
| Icewind Dale: Herz des Winters                                  | Icewind Dale        | Vergessene Reiche  | Windows                                      | Black Isle Studios               | Feb. 2001                        | Infinity-Engine                    |
| Baldur’s Gate II: Thron des Bhaal                               | Baldur’s Gate       | Vergessene Reiche  | Windows, Mac                                 | BioWare                          | 21. Juni 2001                    | Infinity-Engine                    |
| Icewind Dale: Die Herausforderungen des Meisters der Verlockung | Icewind Dale        | Vergessene Reiche  | Windows                                      | Black Isle Studios               | 7. Sep. 2001                     | Infinity-Engine                    |
| Pool of Radiance: Ruins of Myth Drannor                         | Pool of Radiance    | Vergessene Reiche  | Windows                                      | Stormfront Studios               | 27. Sep. 2001                    |                                    |
| Baldur’s Gate: Dark Alliance                                    | Dark Alliance       | Vergessene Reiche  | PS2, Xbox, Nintendo GameCube, GBA            | Snowblind Studios                | 2. Dez. 2001                     | Dark-Alliance-Engine               |
| Neverwinter Nights                                              | Neverwinter Nights  | Vergessene Reiche  | Windows, Mac, Linux                          | BioWare                          | 18. Juni 2002                    | Aurora-Engine                      |
| Icewind Dale II                                                 | Icewind Dale        | Vergessene Reiche  | Windows                                      | Black Isle Studios               | 27. Aug. 2002                    | Infinity-Engine                    |
| Neverwinter Nights: Der Schatten von Undernzit                  | Neverwinter Nights  | Vergessene Reiche  | Windows, Mac, Linux                          | Floodgate Entertainment, BioWare | 21. Juni 2003                    | Aurora-Engine                      |
| Dungeons & Dragons: Heroes                                      |                     | Greyhawk           | Xbox                                         | Atari Hunt Valley                | Sep. 2003                        |                                    |
| Der Tempel des Elementaren Bösen                                |                     | Greyhawk           | Windows                                      | Troika Games                     | 16. Sep. 2003                    |                                    |
| Neverwinter Nights: Die Horden des Unterreichs                  | Neverwinter Nights  | Vergessene Reiche  | Windows, Mac, Linux                          | BioWare                          | 2. Dez. 2003                     | Aurora-Engine                      |
| Baldur’s Gate: Dark Alliance 2                                  | Dark Alliance       | Vergessene Reiche  | PS2, Xbox                                    | Black Isle Studios               | 20. Jan. 2004                    | Dark-Alliance-Engine               |
| Forgotten Realms: Demon Stone                                   |                     | Vergessene Reiche  | Windows, PS2, Xbox                           | Stormfront Studios               | 14. Sep. 2004                    | Der Herr der Ringe: Die zwei Türme |
| Neverwinter Nights Mobile                                       | Neverwinter Nights  | Vergessene Reiche  | Mobiltelefon                                 | Floodgate Entertainment          | 2. Sep. 2004                     |                                    |
| Neverwinter Nights: Shadowguard                                 | Neverwinter Nights  | Vergessene Reiche  | Windows, Mac, Linux                          | BioWare                          | 10. Nov. 2004                    | Aurora-Engine                      |
| Neverwinter Nights: Witch's Wake                                | Neverwinter Nights  | Vergessene Reiche  | Windows, Mac, Linux                          | BioWare                          | 10. Nov. 2004                    | Aurora-Engine                      |
| Neverwinter Nights: Kingmaker                                   | Neverwinter Nights  | Vergessene Reiche  | Windows, Mac, Linux                          | BioWare                          | 10. Nov. 2004                    | Aurora-Engine                      |
| Dungeons & Dragons: Dragonshard                                 |                     | Eberron            | Windows                                      | Liquid Entertainment             | 21. Sep. 2005                    |                                    |
| Dungeons & Dragons Online                                       |                     | Eberron            | Windows                                      | Turbine, Inc.                    | 28. Feb. 2006                    |                                    |
| Neverwinter Nights: Pirates of the Sword Coast                  | Neverwinter Nights  | Vergessene Reiche  | Windows, Mac, Linux                          | BioWare                          | 23. Juni 2005                    | Aurora-Engine                      |
| Neverwinter Nights: Infinite Dungeons                           | Neverwinter Nights  | Vergessene Reiche  | Windows, Mac, Linux                          | BioWare                          | 26. Mai 2006                     | Aurora-Engine                      |
| Neverwinter Nights: Wyvern Crown of Cormyr                      | Neverwinter Nights  | Vergessene Reiche  | Windows, Mac, Linux                          | BioWare                          | 14. Sep. 2006                    | Aurora-Engine                      |
| Neverwinter Nights 2                                            | Neverwinter Nights  | Vergessene Reiche  | Windows                                      | Obsidian Entertainment           | 31. Okt. 2006                    | Electron-Engine                    |
| Dungeons & Dragons Tactics                                      |                     | Greyhawk           | PSP                                          | Kuju Entertainment               | 14. Aug. 2007                    |                                    |
| Dungeons & Dragons: Tiny Adventures                             |                     | Vergessene Reiche  | Facebook                                     |                                  | 2008                             |                                    |
| Neverwinter Nights 2: Mask of the Betrayer                      | Neverwinter Nights  | Vergessene Reiche  | Windows                                      | Obsidian Entertainment           | 27. Sep. 2007                    | Electron-Engine                    |
| Neverwinter Nights 2: Storm of Zehir                            | Neverwinter Nights  | Vergessene Reiche  | Windows                                      | Obsidian Entertainment           | 18. Nov. 2008                    | Electron-Engine                    |
| Neverwinter Nights 2: Mysteries of Westgate                     | Neverwinter Nights  | Vergessene Reiche  | Windows                                      | Ossian Studios                   | 29. Apr. 2009                    | Electron-Engine                    |
| Dungeons & Dragons: Daggerdale                                  |                     | Vergessene Reiche  | PlayStation 3, Xbox 360, Windows             | Bedlam Games                     | 25. Mai 2011                     |                                    |
| Dungeons & Dragons: Heroes of Neverwinter                       |                     | Vergessene Reiche  | Facebook                                     | Liquid Entertainment             | Sep. 2011                        |                                    |
| Baldur’s Gate: Enhanced Edition                                 | Baldur’s Gate       | Vergessene Reiche  | Windows, Mac, Linux, iOS, Android            | BioWare, Beamdog                 | 28. Nov. 2012                    | Infinity-Engine                    |
| Neverwinter                                                     |                     | Vergessene Reiche  | Windows                                      | Cryptic Studios                  | 20. Juni 2013                    | Cryptic-Engine                     |
| Dungeons & Dragons: Arena of War                                |                     | Vergessene Reiche  | iOS, Android                                 | DeNA/Mobage                      | 17. Okt. 2013                    | Unity-Engine                       |
| Baldur’s Gate II: Enhanced Edition                              | Baldur’s Gate       | Vergessene Reiche  | Windows, Mac, Linux, iOS, Android            | BioWare, Beamdog                 | 15. Nov. 2013                    | Infinity-Engine                    |
| Lords of Waterdeep                                              |                     | Vergessene Reiche  | iOS                                          | Playdek                          | 21. Nov. 2013                    |                                    |
| Icewind Dale: Enhanced Edition                                  | Icewind Dale        | Vergessene Reiche  | Windows, Mac, Linux, iOS, Android            | Black Isle Studios, Beamdog      | 30. Okt. 2014                    | Infinity-Engine                    |
| Sword Coast Legends                                             |                     | Vergessene Reiche  | Windows, Mac, Linux, PS4, XOne               | n-Space, Digital Extremes        | 20. Okt. 2015                    | Unity-Engine                       |
| Baldur’s Gate: Siege of Dragonspear                             | Baldur’s Gate       | Vergessene Reiche  | Windows, Mac, Linux, iOS, Android            | Beamdog                          | 31. März 2016                    | Infinity-Engine                    |
| Planescape: Torment: Enhanced Edition                           |                     | Planescape         | Windows, Mac, Linux, iOS, Android            | Black Isle Studios, Beamdog      | 11. Apr. 2017                    | Infinity-Engine                    |
| Idle Champions of the Forgotten Realms                          |                     | Vergessene Reiche  | Windows, Mac                                 | Codename Entertainment           | 8. Sep. 2017                     |                                    |
| Tales from Candlekeep: Tomb of Annihilation                     |                     | Vergessene Reiche  | Windows, Mac                                 | BKOM Studios                     | 11. Okt. 2017                    |                                    |
| Neverwinter Nights: Enhanced Edition                            | Neverwinter Nights  | Vergessene Reiche  | Windows, Mac, Linux, iOS, Android            | Ossian Studios, Beamdog          | 27. März 2018                    | Aurora-Engine                      |
| Neverwinter Nights: Enhanced Edition – Darkness over Daggerford | Neverwinter Nights  | Vergessene Reiche  | Windows, Mac, Linux, iOS, Android            | Bioware, Beamdog                 | 1. Juni 2018                     | Aurora-Engine                      |
| Warriors of Waterdeep                                           |                     | Vergessene Reiche  | Android, iOS                                 | Ludia Games                      | 28. Mai 2019                     |                                    |
| Neverwinter Nights: Enhanced Edition – Tyrants of the Moonsea   | Neverwinter Nights  | Vergessene Reiche  | Windows, Mac, Linux, iOS, Android            | Ossian Studios, Beamdog          | 21. Aug. 2019                    | Aurora-Engine                      |
| Baldur's Gate III                                               | Baldur's Gate       | Vergessene Reiche  | Windows, Mac, PlayStation 5, Xbox Series X/S | Larian Studios                   | 3. Aug. 2023 (Early access 2020) | Divinity 4 Engine                  |
| Solasta: Crown of the Magister                                  |                     |                    | macOS, Windows                               | Tactical Adventures              | 27. Mai 2021                     | Unity                              |

## Online-Spiele
Viele, insbesondere neuere Spiele haben auch eine Online oder Netzwerkfunktion. Die hier genannten Spiele sind aber ausschließlich für das Onlinespiel gedacht.
- Neverwinter Nights (AOL) (Vergessene Reiche) (1991)
- Dark Sun Online: Crimson Sands (Dark Sun) (1996)
- Dungeons & Dragons Online (Eberron) (2006)
- Dungeons & Dragons: Tiny Adventures (2008)
- Dungeons & Dragons: Heroes of Neverwinter (Vergessene Reiche) (2011)
- Neverwinter (Vergessene Reiche) (2013)

## Arcade-Spiele
- Dungeons & Dragons: Tower of Doom (1994)
- Dungeons & Dragons: Shadow over Mystara (1996)

## Spielsammlungen
| Titel                                                                    | Jahr | Inhalt | Anmerkung                                                                                                 |
| ------------------------------------------------------------------------ | ---- | --- | --- |
| Gold Box                                                                 | 1988 | | |
| AD&D Limited Edition Collector's Set                                     | 1990 | - Curse of the Azure Bonds - Dragons of the Flame - Heroes of the Lance - Hillsfar - Pool of Radiance - War of the Lance | |
| Heroes of the Lance / Dragons of Flame / Hillsfar                        | 1991 | - Dragons of Flame - Heroes of the Lance - Hillsfar | |
| AD&D Collector's Edition                                                 | 1994 | - Champions of Krynn - Curse of the Azure Bonds - The Dark Queen of Krynn - Death Knights of Krynn - Gateway to the Savage Frontier - Pool of Radiance - Pools of Darkness - Secret of the Silver Blades - Treasures of the Savage Frontier | |
| AD&D Collector's Edition Vol. 2                                          | 1994 | - Champions of Krynn - Death Knights of Krynn - The Dark Queen of Krynn | |
| AD&D Collector's Edition Vol. 3                                          | 1994 | - Gateway to the Savage Frontier - Pools of Darkness - Treasures of the Savage Frontier | |
| Fantasy Fest!                                                            | 1994 | - Dungeon Hack - Fantasy Empires - Stronghold - Unlimited Adventures | |
| Three Worlds of Official Dungeons and Dragons 2nd Edition Computer Games | 1995 | - Ravenloft: Strahd’s Possession - Al-Qadim: The Genie’s Curse - Dark Sun: Shattered Lands | |
| AD&D Eye of the Beholder Trilogy                                         | 1995 | - Eye of the Beholder - Eye of the Beholder 2: The Legend of Darkmoon - Eye of the Beholder 3: Assault on Myth Drannor | |
| AD&D Ultimate Fantasy                                                    | 1995 | - Dark Sun: Shattered Lands - Dungeon Hack - Fantasy Empires - Stronghold - Unlimited Adventures | |
| AD&D Masterpiece Collection                                              | 1996 | - Al-Qadim: The Genie’s Curse - Dark Sun: Shattered Lands - Dark Sun: Wake of the Ravager - Menzoberranzan - Ravenloft: Stone Prophet - Ravenloft: Strahd’s Possession | |
| AD&D The Forgotten Realms Archive - Silver Edition                       | 1997 | - Curse of the Azure Bonds - Dungeon Hack - Eye of the Beholder - Eye of the Beholder 2: The Legend of Darkmoon - Eye of the Beholder 3: Assault on Myth Drannor - Gateway to the Savage Frontier - Hillsfar - Menzoberranzan - Pool of Radiance - Pools of Darkness - Secret of the Silver Blades - Treasures of the Savage Frontier | |
| Forgotten Realms - The Archive: Collection One                           | 1997 | - Eye of the Beholder - Eye of the Beholder 2: The Legend of Darkmoon - Eye of the Beholder 3: Assault on Myth Drannor | |
| Forgotten Realms - The Archive: Collection Two                           | 1997 | - Curse of the Azure Bonds - Gateway to the Savage Frontier - Hillsfar - Pool of Radiance - Pools of Darkness - Secret of the Silver Blades - Treasures of the Savage Frontier | |
| Forgotten Realms - The Archive: Collection Three                         | 1997 | - Blood & Magic - Dungeon Hack - Menzoberranzan | |
| Gamefest: Forgotten Realms Classics                                      | 2001 | Forgotten Realms - The Archive: Collection One - Eye of the Beholder - Eye of the Beholder 2: The Legend of Darkmoon - Eye of the Beholder 3: Assault on Myth Drannor Forgotten Realms - The Archive: Collection Two - Curse of the Azure Bonds - Gateway to the Savage Frontier - Hillsfar - Pool of Radiance - Pools of Darkness - Secret of the Silver Blades - Treasures of the Savage Frontier Forgotten Realms - The Archive: Collection Three - Blood & Magic - Dungeon Hack - Menzoberranzan | Entspricht auch dem Umfang der AD&D The Forgotten Realms Archive - Silver Edition                         |
| Black Isle Compilation                                                   | 2002 | - Baldur’s Gate inkl. Legenden der Schwertküste - Icewind Dale inkl. Add-ons - Planescape: Torment | |
| Black Isle Compilation Part Two                                          | 2004 | - Baldur’s Gate inkl. Add-on - Baldur’s Gate II inkl. Add-on - Icewind Dale inkl. Add-ons - Icewind Dale II | |
| The Forgotten Realms Deluxe Edition                                      | 2006 | - Baldur’s Gate inkl. Legenden der Schwertküste - Baldur’s Gate II inkl. Add-on - Icewind Dale inkl. Add-ons - Icewind Dale II - Neverwinter Nights inkl. Add-ons | Veröffentlichung nur im englischsprachigen Raum                                                           |
| Atari Collection: Rollenspiele                                           | 2005 | - Neverwinter Nights inkl. Add-ons - Forgotten Realms: Demon Stone | Veröffentlichung nur im englischsprachigen Raum                                                           |
| Ultimate Dungeons & Dragons                                              | 2006 | - Baldur’s Gate inkl. Legenden der Schwertküste - Baldur’s Gate II inkl. Add-on - Icewind Dale inkl. Add-ons - Icewind Dale II - Neverwinter Nights inkl. Add-ons - Temple of Elemental Evil - Dungeons & Dragons: Dragonshard - Forgotten Realms: Demon Stone | Veröffentlichung nur im englischsprachigen Raum                                                           |
| Best of Atari: Baldur's Gate & Icewind Dale - Die komplette Serie        | 2008 | - Baldur’s Gate inkl. Legenden der Schwertküste - Baldur’s Gate II inkl. Add-on - Icewind Dale inkl. Add-ons - Icewind Dale II | Veröffentlichung nur im deutschsprachigen Raum, entspricht dem Umfang der Black Isle Compilation Part Two |
| Dungeons & Dragons Anthology: The Master Collection                      | 2011 | - Baldur’s Gate inkl. Legenden der Schwertküste - Baldur’s Gate II inkl. Add-on - Der Tempel des Elementaren Bösen - Icewind Dale inkl. Add-ons - Icewind Dale II - Planescape: Torment | |
| Dungeons & Dragons: Neverwinter Nights Complete                          | 2013 | - Neverwinter Nights inkl. Add-ons, Kingmaker, Shadowguard und Witch’s Wake - Neverwinter Nights 2 inkl. Add-ons und Mysteries of Westgate | |
| Dungeons & Dragons: Chronicles of Mystara                                | 2013 | - Tower of Doom - Shadow over Mystara | Überarbeitete Neuauflage der Arcade-Spiele von Capcom für PC & Konsolen                                   |